# Jonathan Haggler
Jonathan Haggler (Winston-Salem, 25 luglio 1972) è un pugile statunitense.
Ha un record attuale di 20-3 (con 15 successi prima del limite).